# Ctenocheilocaris enochra
Ctenocheilocaris enochra är en kräftdjursart som beskrevs av Bartsch 1993. Ctenocheilocaris enochra ingår i släktet Ctenocheilocaris och familjen Derocheilocarididae. Inga underarter finns listade i Catalogue of Life.